# 陪審團 (電視節目)
《The Genius：黑色石榴石》（韓語：더 지니어스: 블랙 가넷），是韓國TVN電視台的心理戰遊戲綜藝節目，逢周三晚間11點30分（韓國時間）播出，邀請13位各界精英參賽，透過遊戲進行玩家間的心理攻防戰，每集淘汰一名參賽者。遊戲最初每位玩家都有一個寶石籌碼，每個寶石籌碼價值100萬韓圜，玩家通過遊戲賺取寶石籌碼，最終勝利時可以兌換相應金額的獎金。

《陪審團》 （韓語：배심원），是《The Genius：黑色石榴石》（韓語：더 지니어스: 블랙 가넷）第三季第二回合的主要競賽 (Main Match)。該回合的死亡競賽是《賭博猜拳》。

## 遊戲規則
1. 遊戲分為兩組，玩家們輪流獨自進入莊家房隨機抽出角色牌。一組七人的為市民，一組五人的為罪犯。
2. 每組都有一位領袖。市民組的領袖會在遊戲開始前被吿知罪犯領袖外的其他四名罪犯。罪犯領袖會在遊戲開始前被吿知他是罪犯領袖，但是其他玩家都不會知道他的身份。
3. 市民組的所有成員都不知道他們組的其他組員。罪犯組的所有成員都互相知道他們組的組員，但是普通罪犯不知道誰是罪犯領袖。
4. 遊戲一共有五回合。每一回合需選出陪審團，第一、二回合選出四人，第三、四回合選出五人，第五回合選出六人。
5. 遊戲前，玩家們隨機抽取數字，決定次序輪流當上陪審團長，每輪陪審團長需提名陪審團，並由全員舉手表決支持，若支持人數過半數，就定下該組陪審團；若支持人數不過半數，就由下一位陪審團長再提名陪審團。
6. 若定下該組陪審團，即進入審判環節。
7. 在審判環節中，每位陪審員將輪流進入莊家房間表態選擇有罪或無罪。陪審團的表決結果將會公開，但是個別陪審員的選擇將會被保密。
8. 在第一至第三回合和第五回合，陪審團一定要一致選擇有罪方可得到有罪裁判。如果陪審團其中任何一員表態選擇無罪，該回合會是一個無罪裁判。
9. 在第四回合，陪審團需要最小兩名陪審員表態選擇無罪才會是一個無罪裁判。
10. 當陪審團作出三個有罪或無罪裁定後，遊戲結束。
11. 如果遊戲出現三個有罪裁定，市民組獲勝。如果遊戲出現三個無罪裁定，罪犯組獲勝。
12. 遊戲結束後，敗北一方有反勝的機會。敗北一方的領袖只需正確地選出勝出一方的領袖就能反敗為勝。相反，如果敗北一方的領袖選擇錯誤，這就會成為最終賽果。
13. 勝出一方的所有成員將會成為優勝者以及獲得兩個寶石。他們也會選出敗北一方的一名玩家為淘汰候選人。該淘汰候選人也要從自己的一組選定對手[1]

## 遊戲結果

### 主要競賽結果
裁判

市民組 : 罪犯組 (2:3)

市民組反勝
| 名次   | 玩家   | 成績             |
| ------ | ------ | ---------------- |
| 市民組 | 張東民 | 優勝者           |
| 市民組 | 河戀姝 | 優勝者           |
| 市民組 | 張東民 | 優勝者           |
| 市民組 | 南輝鐘 | 優勝者           |
| 市民組 | 吳玄民 | 優勝者           |
| 市民組 | 劉秀真 | 優勝者           |
| 市民組 | 崔連勝 | 優勝者           |
| 市民組 | 申雅英 | 優勝者           |
| 罪犯組 | 金宥賢 | 共同落敗         |
| 罪犯組 | 李鍾範 | 共同落敗         |
| 罪犯組 | 金楨勳 | 共同落敗         |
| 罪犯組 | 金慶勳 | 死亡競賽指定對手 |
| 罪犯組 | 康容碩 | 淘汰候選人       |

### 石榴石數目
| 玩家       | 最初紅色石榴石數目 | 變化 | 最終紅色石榴石數目 | 最初黑色石榴石 | 變化 | 最終黑色石榴石數目 |
| ---------- | ------------------ | ---- | ------------------ | -------------- | ---- | ------------------ |
| 申雅英     | 1                  | +3   | 4                  | 1              | 0    | 1                  |
| 河戀姝     | 2                  | +2   | 4                  | 0              | 0    | 0                  |
| 劉秀真     | 1                  | +2   | 3                  | 0              | 0    | 0                  |
| 吳玄民     | 1                  | +2   | 3                  | 0              | 0    | 0                  |
| 張東民     | 1                  | +2   | 3                  | 0              | 0    | 0                  |
| 南輝鐘     | 1                  | +2   | 3                  | 0              | 0    | 0                  |
| 崔連勝     | 1                  | +2   | 3                  | 0              | 0    | 0                  |
| 金慶勳     | 3                  | -1   | 2                  | 0              | 0    | 0                  |
| 金宥賢     | 1                  | 0    | 1                  | 0              | 0    | 0                  |
| 金楨勳     | 1                  | 0    | 1                  | 0              | 0    | 0                  |
| 李鍾範     | 1                  | 0    | 1                  | 0              | 0    | 0                  |
| 康容碩     | 1                  | 0    | 1                  | 0              | 0    | 0                  |
| 石榴石數目 | 15                 | +14  | 29                 | 1              | 0    | 1                  |

## 資料來源
1. ↑  .   [2014-10-19]. （原始内容存档于2014-10-19）.

節目內容、參賽者資料、遊戲規則資訊來自 The Genius 遊戲的法則官方網站 （页面存档备份，存于）